# 고르니그라드

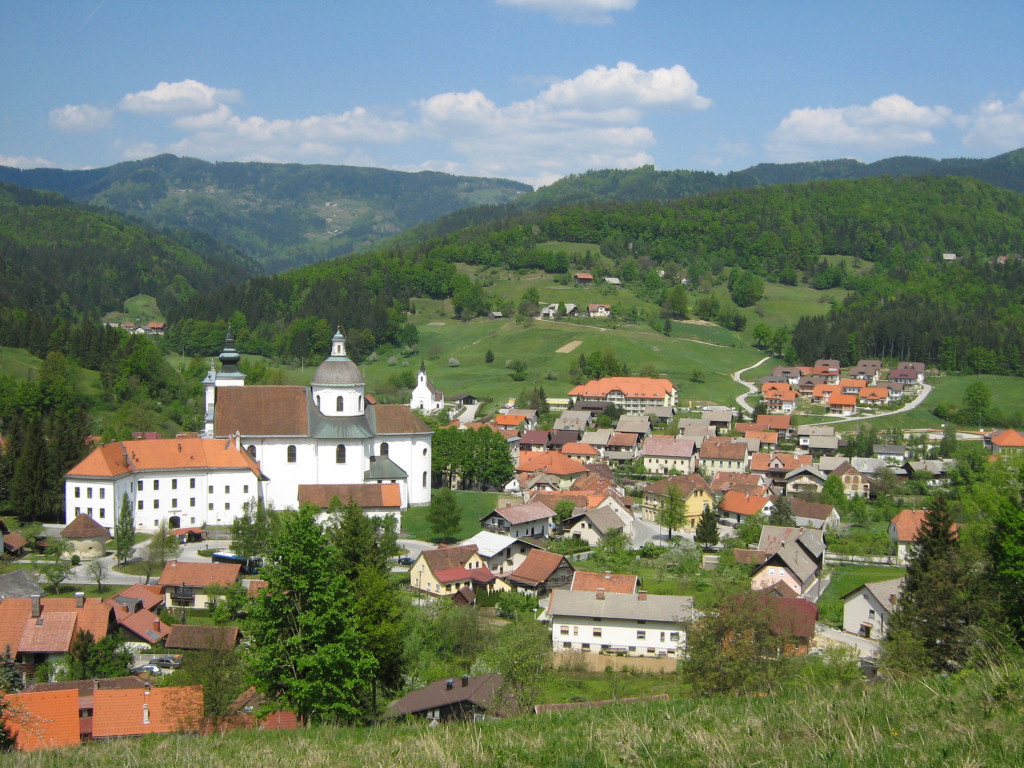
고르니그라드

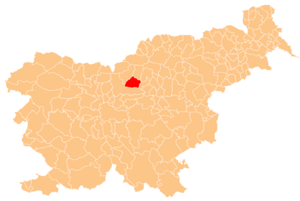
고르니그라드의 위치

고르니그라드(슬로베니아어: Gornji Grad, 독일어: Oberburg 오버부르크[*])는 슬로베니아의 도시로 면적은 90.1km2, 인구는 2,595명(2002년 기준), 인구 밀도는 28.8명/km2이다.